# Kulturni rat
Kulturni rat ili kulturni ratovi (eng. "culture war", "culture wars") je termin kojim se označava djelovanje aktera u politici i kulturi određene zemlje i čitavog svijeta, koji nastoje postići da njihove ideje prevladaju. Danas se o "kulturnom ratu" u SAD govori bez navodnih znakova; tako primjerice Kiara Alfonseca piše 2023. godine da su "kulturni ratovi kakve danas poznajemo započeli 1960-ih godina", kada su pokreti za ljudska prava započeli tražiti ozbiljne promjene u društvu, a da se u najnovije vrijeme kulturno ratovanje u toj zemlji najviše vodi oko pitanja prava LGBTQ zajednice, pristupa pobačaju, rasizma i anti-rasizma, te prava roditelja da utječu na obrazovanje svoje djece.
Termin je značajnije popularizirao američki konzervativni intelektualac Pat Buchanan, koji je na Republikanskoj nacionalnoj konvenciji 1992. god. iznio ocjenu kako se vodi "kulturni rat", koji predstavlja "borbu za dušu Amerike". Time je Buchanan adresirao činjenicu da idejne razlike između glavnih grupa u američkom društvu od 1970-ih godina postupno postaju sve dublje.
Temeljitiju teorijsku razradu termina dao je prije Buchanana američki sociolog James Davison Hunter u svojoj knjizi "Culture Wars: The Struggle to Define America" iz 1991. godine; J. D. Hunter je adresirao ozbiljnu podjelu između, kako on naziva, "ortodoksnih" ljudi koji priznaju nad sobom autoritet Boga i "progresivaca" koji slijede "duh modernog vremena, duh racionalizma i subjektivizma."
Širenje govora o kulturnom ratu u velikoj se mjeri može pripisati reagiranju konzervativnih intelektualaca na uvođenje liberalne tzv. "političke korektnosti" u svijet američkih sveučilišta, gdje se izražavanje konzervativnih stajališta nerijetko dočekuje s neprijateljstvom i socijalnim isključivanjem. Nakon što su feminističke intelektualke počele 1970-ih godina (Karen de Crow, 1975.) koristiti termin "politička korektnost", konzervativni američki intelektualac Alvih Schmidt (sociolog) 1997. opisuje nastojanja ljevičarskih krugova za "političkom koretnosti" kao aktivnost u svrhu "nametanja multikulturalističkih vrijednosti koje revitaliziraju sve znanje i standarde istine, osim njihovih vlastitih"  i s konačnim ciljem "rastrojavanja euroameričke kulture". Konzervativni politički komentator Rush Limbaugh iznosi da je na američkim sveučilištima pristajanje uz "političku korektnost" preduvjet opstanka u znanstvenoj zajednici; on ukazuje da zastupnici "političke korektnosti" doduše nemaju moći da šalju nekorektne protivnike u Sibir ili radne logore,  ali nameću različite oblike isključivanja svih onih koji se ne konformiraju vladajućim politički korektnim vrijednostima i obrascima ponašanja. Rush Limbaugh dodatno ukazuje da se na sveučilištima od studenata zahtijeva  sudjelovanje u posebno oblikovanim “sesijama osjetljivosti”, koje R. Limbaugh smatra nekom vrstom "pranja mozga". Libertarijanski intelektualac George Will u tjedniku Newsweek 22. travnja 1991. objašnjava da sukobi oko političke korektnosti, sa stajališta desnice, predstavljaju jedan “'nisko-vidljiv, visoko-intenzivan' rat s domaćim neprijateljem".
Postupno se korištenje termina širi izvan SAD, a i opća svijest o postojanju takvog "rata" u društvu. Tako u Ujedinjenom Kraljevstvu 2020. čak 54 % ljudi smatra kako je njihovo društvo podijeljeno kulturnim ratom. S druge strane, postoji značajan broj autora koji smatraju da je govoriti o kulturnom ratu pogrešno i koji ukazuju da pretežni dio stanovništva ne zna definirati što točno znači "kulturni rat".
Hrvatski politolog Krešimir Petković piše 2013. god. o "moralno zasićenim sukobima koji se katkad metaforički nazivaju kulturnim ratovima" koji postoje u hrvatskom društvu, u kojemu da se "mogu detektirati snažni svjetonazorski sukobi konzervativnog i liberalnog" koji se ponajprije očituje u pitanjima vezanima uz spolnost i obiteljski život.
Termin "kulturni rat" je srodan njemačkom terminu Kulturkampf ("borba u kulturi", "kulturska borba"), kojim je označavana antikatolička kampanja vladajućih krugova Njemačkog Carstva 1873. – 1875. god. pokrenuta od strane kancelara Otta von Bismarcka.